# Heron Quays (Docklands Light Railway)
Heron Quays è una stazione sull'Isle of Dogs a East London della Docklands Light Railway.

## Caratteristiche
La stazione serve la parte meridionale del complesso di uffici Canary Wharf ed è collegata direttamente al centro commerciale sotterraneo Jubilee Place. Situato in posizione elevata, l'impianto è contenuto all'interno di una delle torri del complesso.
La stazione è nella Travelcard Zone 2, ed è sul ramo Lewisham della Docklands Light Railway, fra Canary Wharf e South Quay.

## Storia
Originariamente costruita a cielo aperto, la stazione è stata spostata di circa 200 metri a sud per adattarsi all'interno dei nuovi edifici al tempo della loro costruzione, ed è stata costruita una piattaforma più lunga per ospitare i treni a tre elementi previsti dal Capacity Enhancement DLR; dopo i lavori che imposero la chiusura del vecchio impianto, la stazione riaprì il 18 dicembre 2002.